# ZX Interface 1

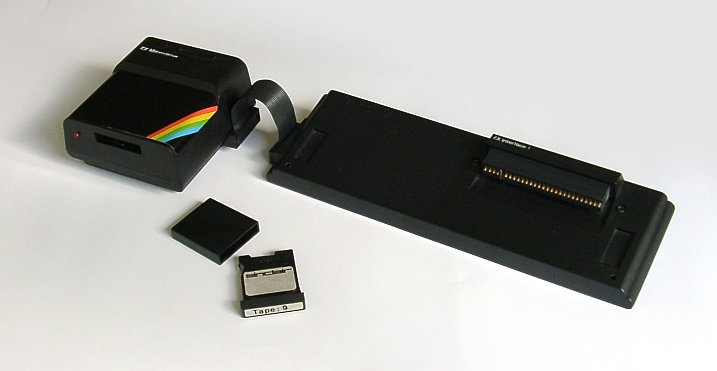
ZX Interface 1 com um ZX Microdrive conectado.

A ZX Interface 1 foi um periférico lançado em 1983, fabricado pela Sinclair Research para o computador doméstico ZX Spectrum. Originalmente, a intenção era utilizá-la como uma interface de LAN para uso em salas de aulas; todavia, esse propósito foi revisto antes do lançamento, permitindo que ela também controlasse até oito acionadores de cartuchos de fita ZX Microdrive. Também incluía uma interface RS-232 de nove pinos (pensada basicamente para uso com impressoras), capaz de operar a uma taxa de até 19,2 kbit/s — um exemplo raro de uso dum conector-padrão pela Sinclair.

## Características
Com um formato de cunha, a ZX Interface 1 encaixava-se sob o ZX Spectrum. Possuía 8 KiB de ROM, incluindo o software de controle para os Microdrives, porta RS-232 e interface de rede. Estendia a verificação de erros do Sinclair BASIC, para permitir o uso de comandos extras. Como se tornou um padrão oficial, outros desenvolvedores rapidamente usaram os recursos do mecanismo para criar extensões de linguagem para o Sinclair BASIC.
O dispositivo oferecia duas portas de rede, permitindo que até 64 ZX Spectrums fossem conectados em daisy-chain usando cabos de rede de até 3 m de comprimento. A rede, denominada ZX Net, usava um protocolo estilo CSMA. Os dados podiam ser enviados ou recebidos em 100 kbit/s de ou para uma workstation determinada, ou transmitida para todos os nodos, permitindo que uma máquina funcionasse como servidor.
O mesmo protocolo, renomeado para QLAN, foi utilizado posteriormente no Sinclair QL. Isto foi pensado para permitir a interoperabilidade com a ZX Net, mas, devido a diferenças de temporização, descobriu-se que isso era bastante problemático.